# Torneo de Roland Garros 2008
La 107.ª edición de los Internacionales de Francia de Roland Garros se celebró desde el 25 de mayo hasta el 8 de junio de 2008 en el Stade Roland Garros de París, Francia. Este torneo es uno de  los cuatro que forman el Grand Slam de tenis.
Justine Henin partía como gran favorita para llevarse el trofeo en categoría femenina y conseguir de esa manera alzarse por cuarta vez consecutiva con el torneo, pero apenas dos semanas antes del comienzo de la competición anunció en rueda de prensa su retirada de la práctica profesional del tenis.
Por su parte, en el cuadro masculino, Rafael Nadal partía con la idea de conseguir su 4.º torneo consecutivo y de esa manera igualar el récord de victorias consecutivas que hasta ese momento ostentaba el tenista sueco Björn Borg.

## Finales

### Sénior

#### Individuales masculino
Rafael Nadal  gana a  Roger Federer 6-1, 6-3, 6-0

#### Individuales femenino
Ana Ivanović gana a   Dinara Sáfina 6-4, 6-3

#### Dobles masculino
Pablo Cuevas /  Luis Horna ganan a  Daniel Nestor /  Nenad Zimonjić 6-2, 6-3

#### Dobles femenino
Anabel Medina /  Virginia Ruano ganan a  Casey Dellacqua /  Francesca Schiavone 2-6, 7-5, 6-4

#### Dobles mixtos
Victoria Azarenka /  Bob Bryan ganan a  Katarina Srebotnik /  Nenad Zimonjić 6-2, 7-6(4)

### Junior

#### Individuales masculino
Tsung-Hua Yang gana a  Jerzy Janowicz 6-3, 7-6(5)

#### Individuales femenino
Simona Halep gana a  Elena Bogdan 6-4, 6-7(3), 6-2

#### Dobles masculino
Henri Kontinen /  Cristopher Rungkat ganan a  Jaan-Frederik Brunken /  Matt Reid 6-0, 6-3

#### Dobles femenino
Polona Hercog /  Jessica Moore ganan a  Lesley Kerkhove /  Arantxa Rus 5-7, 6-1, [10-7]